# Coptocercus assimilis
Coptocercus assimilis är en skalbaggsart som först beskrevs av Hope 1841.  Coptocercus assimilis ingår i släktet Coptocercus och familjen långhorningar. Inga underarter finns listade i Catalogue of Life.